# Dan Gore
Dan Gore (born 26 tháng 9, 2004) là một cầu thủ bóng đá chuyên nghiệp người Anh chơi ở vị trí tiền vệ cho Manchester United. Anh là cầu thủ quốc tế của U-18 Anh.

## Sự nghiệp
Gore gia nhập học viện Manchester United vào năm 2018, trước đó từng chơi tại Burnley. Anh đã vô địch 2022 FA Youth Cup cùng Manchester United. Anh được bầu chọn là Cầu thủ của năm của đội dự bị của Manchester United cho Mùa giải 2022–23.